# Њујоршки плавци (7. сезона)
Њујоршки плавци је америчка телевизијска полицијска серија смештена у Њујорку која приказује унутрашње и спољашње борбе измишљене 15. станице на Менхетну.
Сезона 7 је емитована од 11. јануара до 23. маја 2000. године.

## Опис
Током седме сезоне се види наставак Сиповиц/Соренсон односа, са још промена у одељењу; одлазак Киркендалове на крају 7. сезоне због умешаности у прљаве послове мужа, Мартинез је унапређен у наредника и отишао у 6. епизоди 7. сезоне и њега је заменио Хенри Симонс као Болдвин Џоунс у 7. епизоди. 

## Улоге

### Главне
- Денис Франц као Енди Сиповиц
- Рик Шродер као Дени Соренсон
- Џејмс МекДенијел као Артур Фенси
- Ким Дилејни као Дајен Расел-Симон
- Гордон Клап као Грег Медавој
- Николас Туртуро као Џејмс Мартинез (Епизоде 1-6)
- Андреа Томпсон као Џил Киркендал
- Бил Брочрап као ЛАП Џон Ирвин
- Хенри Симонс као Болдвин Џоунс (Епизоде 7-22)

### Епизодне
- Џон Ф. О’Донохју као Еди Гибсон (Епизоде 3 и 9)

## Епизоде
| Бр. у серији | Бр. у сезони | Наслов                            | Редитељ          | Сценариста                               | Емитовање         |
| --- | ------------ | --------------------------------- | ---------------- | ---------------------------------------- | ----------------- |
| 133 | 1            | Мрачна ноћ                        | Марк Тинкер      | Дејвид Милч, Бил Кларк                   | 11. јануар 2000.  |
| Сиповицу и Соренсону се гаде два полицајца која су претукла човека на смрт и очекују да их истражитељи покриавју, али им прича не држи воду. У међувремену Сиповиц у жалости и његов син Тео се боре са животом без Силвије, а упркос свом просуђивању, детективка Џил Киркендал се суочава на састанку са својим бившим мужем Доном. Дени се упознаје са униформисаном полицајком Мери Франко и њих двоје се закаче на ограничени чудан начин. |              |                                   |                  |                                          |                   |
| 134 | 2            | Рупа у Хуану                      | Стивен ДеПол     | Дејвид Милч, Бил Кларк                   | 18. јануар 2000.  |
| Раселова скрива важну информацију о Доновој криминалној активности од Џил, што затеже њихове односе, док истражују смрт бебе, а Џил даје Дону ултиматум. У међувремену Сиповиц и Соренсон жале једног полицајца из патроле због његовог фанатичног става када му је друг убијен. |              |                                   |                  |                                          |                   |
| 135 | 3            | Човек са две десне ципеле         | Марк Тинкер      | Дејвид Милч, Бил Кларк                   | 25. јануар 2000.  |
| Раселова, Киркендалова и Мартинез осећају да је младића искоришћавао наставник. У међувремену Сиповиц и Медавој истражују убиство и кастрацију човека који је унајмио жигола на путу за Њујорк, док Енди и ЛАП Џон Ирвин проналазе начина да се суоче са ватрогасцима који су однели више од доказа са места злочина. Напомена: Прва појава Едија Гибсона. |              |                                   |                  |                                          |                   |
| 136 | 4            | Голаћи су мртваци                 | Боб Доерти       | Дејвид Милч, Бил Кларк                   | 1. фебруар 2000.  |
| Након једног одвратног злочина-чак и за стандарде НЈПО-а-неколико младића је пронађено голо и убијено у једној соби, а профајлер је послат у одељење да помогне истражитељима. Сиповиц се бори да не попусти пред профајлером који се нашао на његовом послу и да се суочи са младим полицајцем, али објашњења за масовно убиство су патетична и ненормална. У међувремену Дон прави глупу грешку која би могла да угрози Џилину каријеру, а поручник Фенси говори Дону да ће или да престане да угрожава Џилину каријеру или да оде у затвор на 20 година без обзира на то шта каже, а Грег и Џејмс истражују провалу у складишту која се завршила када је дечак умро од прелома врата и оставио свог брата који је глупљи од Дима. |              |                                   |                  |                                          |                   |
| 137 | 5            | Ове ципеле су направљене за Жакин | Џеф МекКрекен    | Бил Кларк, Ли Хабард                     | 8. фебруар 2000.  |
| Сиповиц и Соренсон истражују убиство човека који је упуцан пред женом и његовог брата који је изгледа јунак јер је покушао да ухвати убицу. Дајен се упознаје са детективом Денбијем који води случај дроге у који је умешан Дон и открива да јој се гади исто као Дон. Џејмс сазнаје да је прошао испит за наредника и дели вести уз подршку ражалошћеног Грега. |              |                                   |                  |                                          |                   |
| 138 | 6            | Браћа под оружјем                 | Џејк Полтро      | Дејвид Милч, Бил Кларк                   | 15. фебруар 2000. |
| Сиповиц и Соренсон прате траг младићевог пиштоља који је коришћен у крађи и прети да уништи младићеву породицу, а Енди се труди да престане да се понаша расистички упркос чињеницама које износи мајка осумњиченог, Киркендалова се суочава са Доном што са завршава крађом и Доновим убиством и спаљивањем до непрепознатљивости, а особље 15. станице обећава да ће да остане исто упркос оптроштајној понуди детектива Џејмса Мартинеза. Напомена: Последња појава Џејмса Мартинеза. |              |                                   |                  |                                          |                   |
| 139 | 7            | Ево га, иде Џоунс                 | Фарел Џејн Луи   | Дејвид Милч, Бил Кларк                   | 22. фебруар 2000. |
| Сиповиц и Соренсон истражују убиство полицајца чија афера са паренером доводи до његовог изгледа насумичног убиства. Дајен индиректно даје Џил до знања да долази детектив Болдвин Џоунс који импресионира полицајце својом снагом и памећу и започиње партнерство са Грегом. Поручник Фенси се састаје са Болдвиновим бившим шефом поручником Абнером. Напомена: Прва појава Болдвина Џоунса. |              |                                   |                  |                                          |                   |
| 140 | 8            | Сви изигравају мазгу              | Марк Тинкер      | Дејвид Милч, Бил Кларк                   | 23. фебруар 2000. |
| Медавој и његов нови партнер, детектив Болдвин Џоунс, се придружују Сиповицу и Соренсону у истрази нестанка младића чији траг доводи до расистичког Руса. Сиповиц је мало скептичан о Џоунсу, новајлији, и не труди се да то сакрије. Дени прети Мери Франко и изгледа је више заинтересован за Дајен. Дајен и Џил истражују наркоманку која је умрла и наводе осумњиченог на самоинкриминисање. |              |                                   |                  |                                          |                   |
| 141 | 9            | Кретен                            | Стивен ДеПол     | Дејвид Милч, Бил Кларк                   | 29. фебруар 2000. |
| Младиће је осумњичен за убиство мајчиног насилног дечка, а Фенси покушава да неутралише тензије од поручника Абнера, али открива да је Абнер опасно депресиван и размишља да ли да позове интервентну јединицу НЈПО-а. У међувремену Сиповица моли стари пријатељ Еди Гибсон да изађе са његовом сестричином, што брине сиповица (који није излазио ни са ким од Силвијине смрти) и његову озлојеђену бившу жену Кејти. |              |                                   |                  |                                          |                   |
| 142 | 10           | Ко убија у сну                    | Карен Гавиола    | Дејвид Милч, Бил Кларк, В. К. Скот Мајер | 7. март 2000.     |
| Сиповиц и Соренсон поново отварају случај девојчице када је мало тело пронађено сакривено у зиду. Енди пружа емоционалну подршку Соренсону кога муче кошмари али и Дајен која му то поверава. У међувремену Медавој и Џоунс истражују убиство, а власник пет шопа не да детективима да изваде метак из њушке његовог пса који је потребан као доказ. |              |                                   |                  |                                          |                   |
| 143 | 11           | Мали Абнер                        | Боб Доерти       | Дејвид Милч, Бил Кларк                   | 14. март 2000.    |
| Поручник Фенси покушава да поново изгради однос са поручником Абнером, али остаје сломљен када време истекне, а детектив Џонус му пружа пподршку. У међувремену Сиповиц и Соренсон истражују убиство власника клуба који је знао са женама, а Енди помаже ожењеном човеку који је пукао када је сазнао да му је заводник био са женом. Џоунс искаљује свој бес на чудаку кога је једна жена оптужила да ју је силовао, али ће да се извуче јер се на снимку види да је жена лагала, а то значи да нема суђења. |              |                                   |                  |                                          |                   |
| 144 | 12           | Добро дошли у Њујорк              | Питер Маркл      | Дејвид Милч, Бил Кларк                   | 21. март 2000.    |
| Лични административни помочник Џон Ирвин користи своју интуицију да усмери Сиповица и Соренсона у правом смеро док истражују убиство у љубавном троуглу. Киркендалова и Раселова помажу жени да преболи силовање и да се суочи са својим расистичким, несимпатичним родитељима. |              |                                   |                  |                                          |                   |
| 145 | 13           | Досије Ирвин                      | Денис М. Вајт    | Дејвид Милч, Бил Кларк                   | 28. март 2000.    |
| Сиповиц и Соренсон су замало изгубили смисао за хумор када су истраживали крађу врло вредне уметнине и када су морали да разговарају са кесцентричним власником уметнина. У међувремену Медавој и Џоунс настављају да траже несталу жену, али их препречава понашање њеног мужа. |              |                                   |                  |                                          |                   |
| 146 | 14           | Преспавати                        | Метју Пен        | Дејвид Милч, Бил Кларк                   | 4. април 2000.    |
| Док Сиповиц и Соренсон истражују провалу у кући старијег пара, нервира их понашање њихове ћерке и пензионисаног полицајца који прави више штете него доброг. Медавој и Џоунс добијају случај жене која се осветила бившој служавки. Соренсонов доушник, Џ.Б., је можда крива за катастрофу, тако да Соренсон интервенише током своје везе са Мери. |              |                                   |                  |                                          |                   |
| 147 | 15           | Под стресом због успеха           | Дона Дич         | Дејвид Милч, Бил Кларк                   | 11. април 2000.   |
| Џ.Б.-ова тужна судбина доводи Соренсона до емоционалне кризе која утиче дубоко на њега, па тражи утеху у Дајен после раскида са Мери. У међувремену Киркендалова покушава да помогне младој мајци која је крала због свог незапосленог насилног мужа, али случај се завршава трагично када са у њега униформисани полицајац умеша. Џон Ирвин помаже на случају украдене старинске одеће. |              |                                   |                  |                                          |                   |
| 148 | 16           | Збгом Чарли                       | Марк Тинкер      | Дејвид Милч, Бил Кларк                   | 18. април 2000.   |
| Детектив Болдвин Џоунс користи свој неодољив шарм да би помогао Сиповицу и Соренсону да добију признање у убиство старијег пара. Медавоја посећује стари друг који је упао у проблем са Кинеском мафијом. Дени се изгледа одаљио од својих личних проблема и поново започео везу са Мери Франко. |              |                                   |                  |                                          |                   |
| 149 | 17           | Откотрљај чауру                   | Џејмс МекДенијел | Дејвид Милч, Бил Кларк                   | 25. април 2000.   |
| Младић је пронађен мртав у подруму винарије. Детективе траг доводи до ноторног мафијаша са дугим списком непријатеља, који је умешан у други случај убиства. Енди мора да се суочи са мртвозорником чији бес на Ендија није личан. Детектив Болдвин Џоунс помаже атрактивној радио водитељки да добије причу и чисти сигнал за повратак. |              |                                   |                  |                                          |                   |
| 150 | 18           | Срећни Лусијано                   | Кларк Џонсон     | Дејвид Милч, Бил Кларк                   | 2. мај 20000.     |
| Панична жена убеђује Киркендалову и Раселову да јој је сестра близнакиња постала жртва, а Сиповиц и Соренсон истражују могућу умешаност имигранта у убиство његове непопуларне жене. |              |                                   |                  |                                          |                   |
| 151 | 19           | Чај и саосећање                   | Џо Ен Фогл       | Дејвид Милч, Бил Кларк                   | 9. мај 2000.      |
| Детективима добро долазо помоћ пара Британских детектива током истраге силовањаи убиства, а детектив Болдвин Џоунс се и лично зближава са захвалном новинарком којој је помоган на претходном случају убиства. |              |                                   |                  |                                          |                   |
| 152 | 20           | Овај стари брачни дуг             | Боб Доерти       | Дејвид Милч, Бил Кларк, Тед Шатлворт     | 16. мај 2000.     |
| Још једном се Дајен Расел налази у опасности на тајном задатку са агентом из Наркотика, Џејмсом Денбијен, који можда зна истину о Киркендалином бившем мужу. У међувремену Сиповиц и Соренсон истражују мужеве тврдње о стану његове жене и бившег преваранта, а Грег и Џоунс откривају превару. |              |                                   |                  |                                          |                   |
| 153 | 21           | Шишмише Ларију                    | Стивен ДеПол     | Дејвид Милч, Бил Кларк                   | 23. мај 2000.     |
| Сиповиц пролази кроз ноћну мору сваког родитеља када одлазак малог Теа код лекара открива проблем, а субјекат истраге Киркендалиног бившег мужа утиче на Џилино и Дајенино партнерство, али се труде да реше брутално убиство силоватеља. Дени и Енди размишљају о неким грозним поступцима због Доновог повратка и Џилиним поступцима према бившем. Отац и син немају освету за погрешним чланом породице. |              |                                   |                  |                                          |                   |
| 154 | 22           | Последња рунда                    | Марк Тинкер      | Дејвид Милч, Бил Кларк                   | 23. мај 2000.     |
| Порчуник Фенси говори Дајен да је НЈПО спремно да заврши са Џил због њеног односа са Доном. Дајен говори бесној Џил истину, а Џил говори зашто Дон има моћ над њом. Одељење се заједно суочава са Довом ситуацијом једном за свагда. Енди је уз Теа који ради тестове да види да ли има рак. Унутрашњи потрес у одељењу доводи до трајне промене. Напомена: Последња појава Џил Киркендал. |              |                                   |                  |                                          |                   |